# The Raid 2: Berandal
The Raid 2: Berandal  (titulada La Redada 2 en Hispanoamérica y Redada asesina 2 en España) es una película de artes marciales indonesia de 2014 dirigida, escrita y editada por el cineasta galés Gareth Evans. Es la secuela a su película de 2011 The Raid (La Redada).
La película fue estrenada el 28 de marzo de 2014. Como las películas anteriores de Evans, Merantau y Serbuan maut, las escenas de pelea exhiben el estilo de artes marciales indonesio silat.
Iko Uwais regresó para su papel de Rama. La película también cuenta en su elenco con Arifin Putra, Julie Estelle, Alex Abbad, Tio Pakusadewo, Oka Antara, y Cecep A. Rahman. La película también presenta actores japoneses como Ryuhei Matsuda, Kenichi Endo, y Kazuki Kitamura. La película fue distribuida por Sony Pictures Classics a nivel mundial, Stage 6 Films en los Estados Unidos, y Entertainment One en el Reino Unido.

## Trama
La película comienza poco después de finalizar la sangrienta redada de su precuela, el inspector Rama se ve obligado a infiltrarse en las filas del sindicato del crimen de Yakarta con el fin de proteger a su familia y descubrir la corrupción en el seno de su propia fuerza policial.
Para hacer esto voluntariamente se gana una sentencia a varios años de cárcel, a fin de entablar amistad con miembros del hampa dentro del presidio. Así, inicia una peligrosa misión en el bajo mundo que lo pondrá a prueba en cada momento.
Mientras que los acontecimientos de la primera película tienen lugar en un solo día, la historia de la segunda película transcurre durante varios años.

## Producción

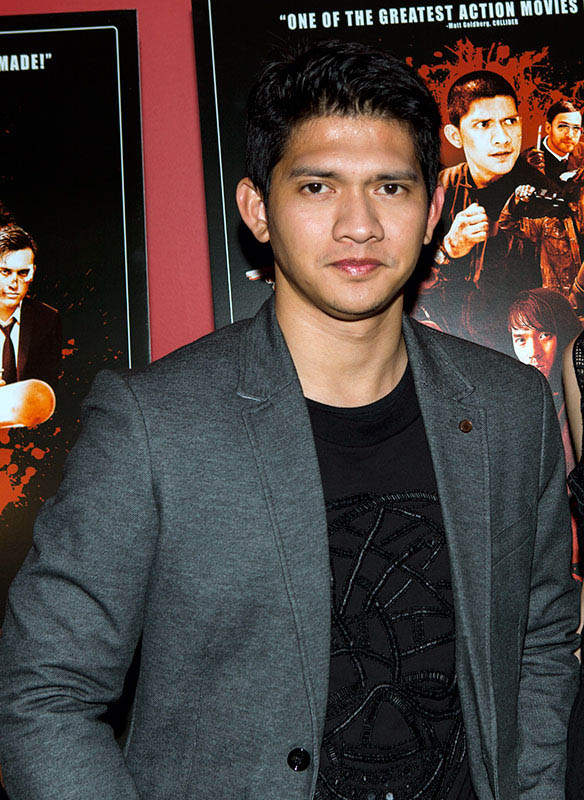
Actor protagónico Iko Uwais durante el estreno de The Raid 2.

Después de terminar Merantau, el director Gareth Evans y sus productores empezaron a trabajar en un proyecto llamó Berandal (indonesio para "matones"), una película sobre pandillas de prisión protagonizada no sólo por los actores Iko Uwais y Yayan Ruhian, sino también un par adicional de estrellas de lucha internacional. Un tráiler fue filmado, pero el proyecto probó ser demasiado complejo y necesitar más tiempo del anticipado. Después de un año y medio, Evans y los productores se encontraron sin suficientes fondos como para filmar Berandal, así que cambiaron a un argumento más sencillo, con un presupuesto más pequeño. Llamaron el proyecto Serbuan Maut (La Redada), lo cual resultó en la creación de la primera película.
Mientras se encontraba desarrollando La Redada en forma de guion, Evans consideró la idea de crear una conexión entre esta y el proyecto inicial, Berandal. Siguiendo el estreno de La Redada, confirmó que Berandal serviría como secuela a La Redada. Evans también dijo quería incluir persecuciones automovilísticas en la secuela, así como una tercera película de Redada que se haría "mucho más adelante."
La secuela tiene un presupuesto significativamente más grande que su predecesor, y su programa de producción tomó aproximadamente 100 días. La preproducción empezó en septiembre de 2012 y la filmación en enero de 2013.

## Estreno internacional
La película fue promovida internacionalmente por Celluloid Nightmares, una sociedad entre la estadounidense XYZ Films y la francesa Celluloid Dreams.
Sony Pictures Worldwide Acquisitions adquirió los derechos de distribución de la película para los Estados Unidos, Latinoamérica y España; y Kadokawa Pictures para Japón.

## Recepción
La película tuvo su estreno mundial en el Festival de Cine de Sundance el 21 de enero de 2014. También fue proyectada en South by Southwest el 10 de marzo de 2014 y ARTE Indonesia Arts Festival el 14 de marzo de 2014, seguido por un estreno general el 11 de abril de 2014; debido a bajas recaudaciones la película salió de cartelera una semana después. Esto es similar a lo que ocurrió con la primera película.

### Censura
The Raid 2 fue prohibida en el vecino país de Malasia. La película estuvo planificada para llegar pantallas malasianas el 28 de marzo, pero no fue proyectada en el país debido a su violencia excesiva. El político indonesio, y Jefe del Ejército, Pramono Edhie Wibowo criticó la decisión y exigió una explicación. Le pidió también al Ministerio indonesio de Asuntos Exteriores "activamente realizar su función de mediación con el gobierno malasiano."
El estreno en EE. UU. consiguió una clasificación R del MPAA por "violencia sangrienta fuerte por todas partes, sexualidad y lenguaje ofensivo", cortando unos cuantos fotogramas de violencia gráfica. El director Evans declaró que los cortes son muy mínimos y similares a su versión original. La película recibió un R-15 en Japón con 4 minutos cortados, y una versión R-18 sin cortar qué fue proyectada en la Área del Gran Tokio.

### Respuesta crítica

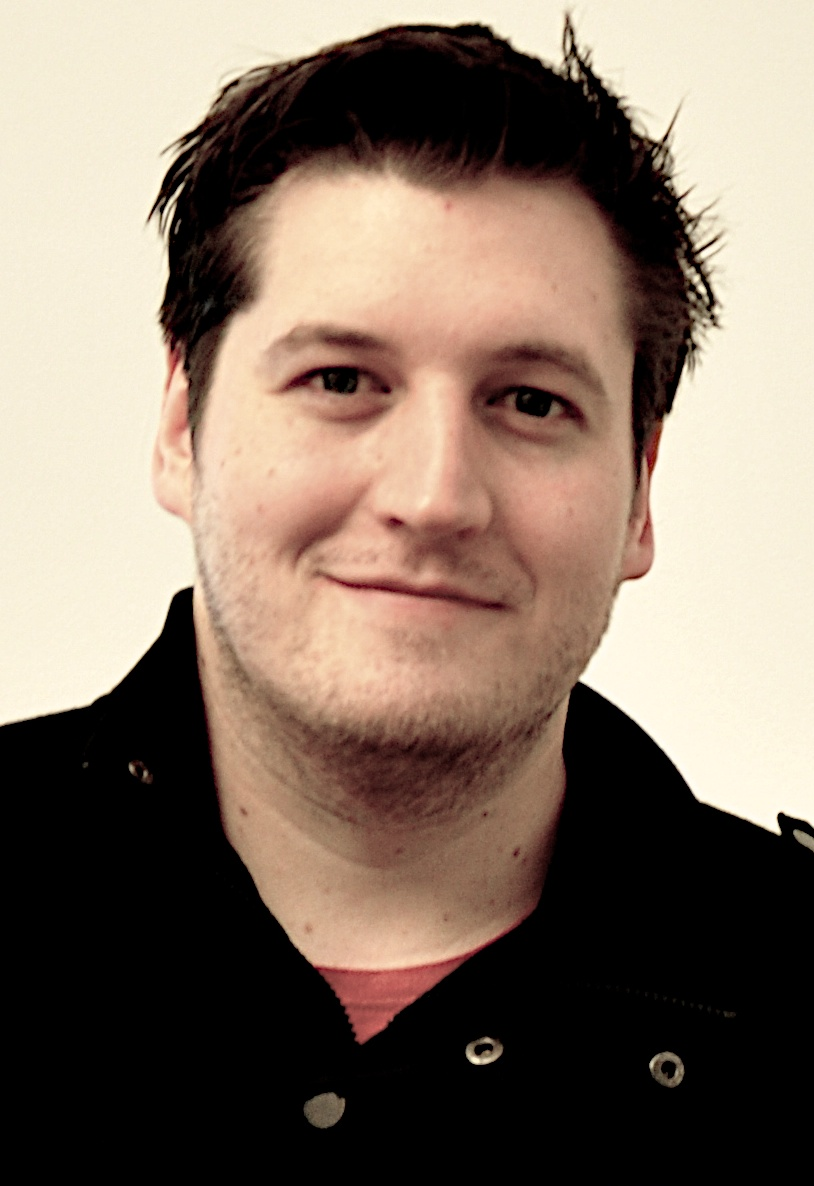
Director Gareth Evans.

The Raid 2 recibió críticas positivas. El sitio web de agregación de reseñas Rotten Tomatoes le dio a la película un índice de aprobación de 79%, con una puntuación media de 7.4/10, basada en 160 críticas. El consenso del sitio fue: "A pesar de que su trama de energía alta y exagerada violencia pueden gustar a los aficionados del género, The Raid 2  sin duda provee más de todo lo que las audiencias amaron de su predecesora." La película tiene una puntuación de 71/100 en Metacritic, indicando "críticas generalmente favorables", basándose en 33 críticos.
Durante su estreno mundial en Sundance, The Raid 2 recibió una reacción estremecedora. Mark Olsen del Los Angeles Times informó que "La proyección causó una explosión de emoción y entusiasmo por la película en las redes sociales."
Chris Nashawaty de Entertainment Weekly dijo, "La Redada 2 te hará sentir que la Navidad vino nueve meses más temprano. Algunas secuelas de acción no saben cuándo decir cuando. Pero aquí hay una dónde demasiado es la cantidad correcta."
Simon Abrams de Rogerebert.com alabó la película por su "trama envolvente"; llamando al reparto, especialmente Uwais, "encantador" y al diálogo "victoriosamente preciso" notando que la secuela es "un gran paso adelante después del ya-impresionante The Raid."
David Rooney del The Hollywood Reporter dio la película una calificación positiva, remarcando, "Evans da la audiencia un guiño haciendo que Rama aguante golpizas que dejarían a un mero mortal tieso, por no mencionar algunas heridas de cuchilla. Aun así él sigue levantándose, encontrando la resiliencia para romper más brazos y aplastar más cráneos. Teniendo lugar dentro de vehículos en movimiento, un coche de metro, una barra de fideo, almacenes, una fábrica de porno, pasillos estancados y en el más electrizaste combate mano a mano y una bodega de vino, las luchas son dinamita ."
El crítico en jefe de Rolling Stone Peter Travers escribió, "The Raid 2 deja a sus guerreros desgarrar por dos emocionantes horas y media. Con la precisión de un baile y el golpe de un campeón por K.O., Evans hace que la acción siga llegando sin esfuerzo."

### Premios
| Año  | Premio                                                      | Categoría                           | Candidato                                    | Resultado |
| ---- | ----------------------------------------------------------- | ----------------------------------- | -------------------------------------------- | --------- |
| 2014 | Premios de Tráiler dorado                                   | Mejor tráiler de acción extranjero  | The Raid 2                                   | Nominada  |
| 2014 | Círculo de Críticos de Película de Florida                  | Mejor película en lengua extranjera | The Raid 2                                   | Ganador   |
| 2014 | Premios de la Sociedad de Críticos de Película de Phoenix   | Mejor película en lengua extranjera | The Raid 2                                   | Nominada  |
| 2014 | Premios de la Sociedad de Críticos de Película de Phoenix   | Mejores trucos                      | The Raid 2 Equipo de Trucos                  | Nominada  |
| 2014 | Premios de la Asociación de Críticos de Película de Chicago | Mejor película extranjera           | The Raid 2                                   | Nominada  |
| 2014 | Premios Maya                                                | Mejor película                      | The Raid 2                                   | Nominada  |
| 2014 | Premios Maya                                                | Mejor actor de reparto              | Arifin Putra                                 | Ganador   |
| 2014 | Premios Maya                                                | Mejor actor de reparto              | Oka Antara                                   | Nominada  |
| 2014 | Premios Maya                                                | Aparición especial más memorable    | Julie Estelle                                | Nominada  |
| 2014 | Premios Maya                                                | Mejor Cinematografía                | Dimas Subono Mate Flanery                    | Ganador   |
| 2014 | Premios Maya                                                | Mejor edición                       | Andi Novianto Gareth Evans                   | Ganador   |
| 2014 | Premios Maya                                                | Mejor mezcla de sonido              | The Raid 2                                   | Nominada  |
| 2014 | Premios Maya                                                | Mejor Banda Sonora original         | Aria Prayogi Fajar Yuskemal Joseph Trapanese | Nominada  |
| 2014 | Premios Maya                                                | Mejores Efectos Especiales          | Andi Noviandi                                | Ganador   |
| 2014 | Premios Maya                                                | Mejor maquillaje                    | The Raid 2                                   | Nominada  |
| 2015 | Premios de la Sociedad de Críticos de Película de Houston   | Mejor película en lengua extranjera | The Raid 2                                   | Nominada  |